# Stage Dolls

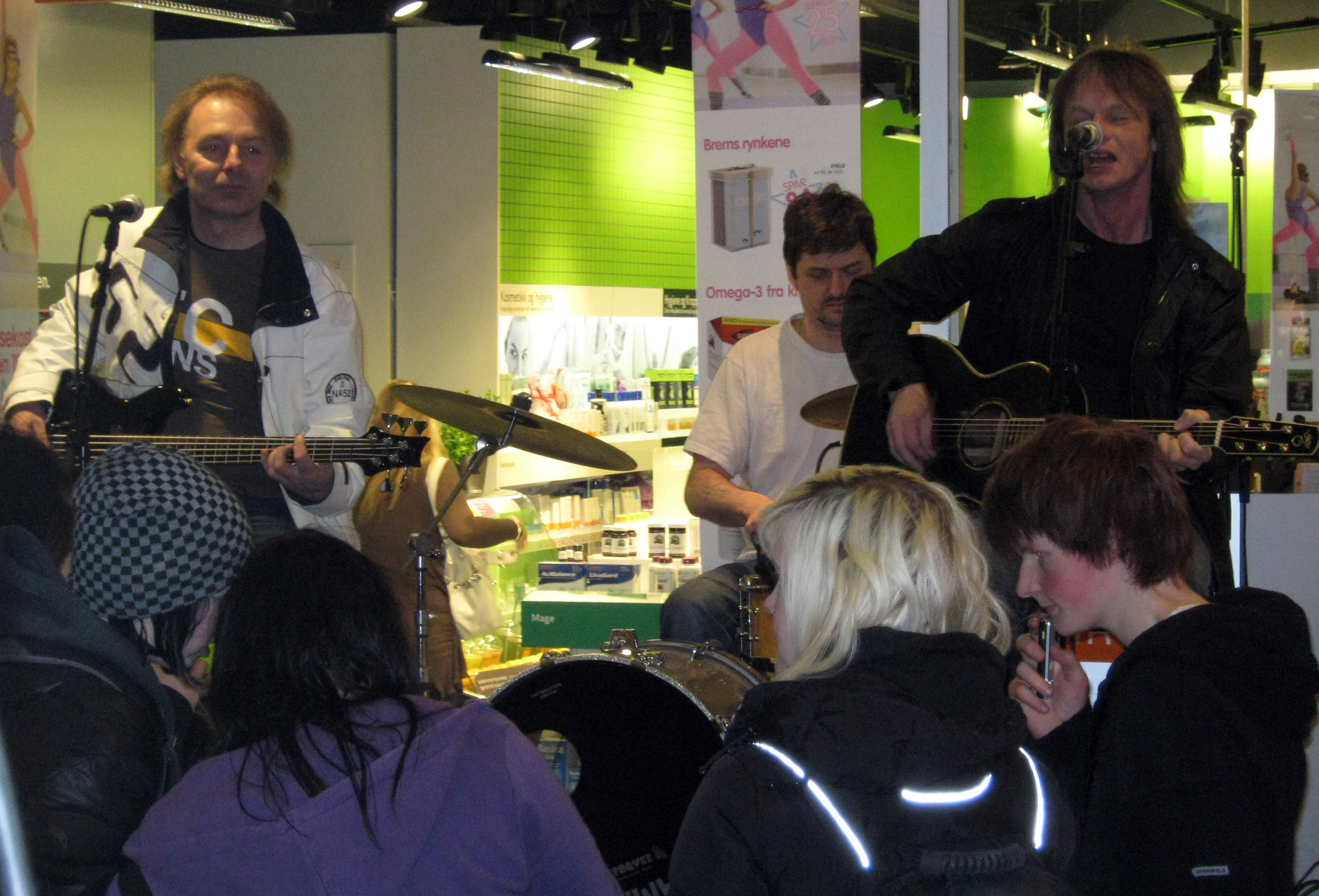
Stage Dolls 2010

Stage Dolls est un groupe de rock mélodique norvégien, originaire de la ville de Trondheim en Norvège.

## Biographie
Formé au début des années 1980 par le chanteur-guitariste Torstein Flakne, le bassiste Terje Storli et le batteur Erlend Antonsen, le groupe se fera d'abord connaître sur la scène musicale de Norvège avec son premier album Soldier's Gun, publié en 1983. Erlend Antonsen quitta le groupe en 1985 et fut remplacé par Steinar Krokstad. Leur albums combinent une production 'high-tech' avec des compositions superbement écrites par Torstein Flakne, compositions du meilleur niveau de l'AOR américain. Leurs chansons sont gorgées de mélodies et d'un sens certain de la dynamique rythmique. En 1989, le single "Love Cries", extrait de leur troisième album (éponyme), a connu un certain succès aux États-Unis Le batteur Steinar Krokstad a quitté le groupe en 1993 et fut alors remplacé par Morten Skogstad.
Toujours en activité, Stage Dolls a publié son dernier album studio en janvier 2010, et le groupe effectue régulièrement des tournées en Norvège et en Scandinavie. Fin octobre 2010, le groupe participera au festival FireFest, qui se déroulera en Angleterre.

## Composition du groupe

### Membres actuels
- Torstein Flakne - Guitare et chant (1983–présent)
- Terje Storli - Basse et chœurs (1983–présent)
- Morten Skogstad - Batterie et percussions (1993–présent)

### Anciens membres
- Erlend Antonsen - Batterie et percussions (1983-1985)
- Steinar Krokstad - Batterie et percussions (1985-1993)

## Discographie
- 1983 : Soldiers Gun
- 1986 : Commandos
- 1988 : Stage Dolls sortie en Norvège
- 1989 : Stage Dolls sortie internationale
- 1991 : Stripped
- 1993 : Stories We Could Tell  compilation avec inédits
- 1997 : Dig
- 2002 : Good Times - The Essential Stage Dolls compilation avec inédits
- 2004 : Get A Life
- 2004 : Get A Live enregistrement en public avec DVD bonus
- 2006 : Commandos réédition remixée et remasterisée pour le 20e anniversaire
- 2010 : Always